# Rivoli United
Rivolo United Football Club is een Jamaicaanse voetbalclub uit de stad Spanish Town.

## Bekende (ex-)spelers
- Omar Cummings
- Devon Hodges
- Mobi Oparaku